# マケドニアの戦い
マケドニアの戦いは、ブルガリア帝国と東ローマ帝国との間で行われた戦いである。シメオン1世が初めて東ローマ帝国と戦って勝利を収めた戦いである。

## 経緯
ブルガリア人と東ローマ帝国の商取引はコンスタンティノープルで行われていたが、ある宦官が金もうけのために取引の場所を突如テッサロニキに変え、ブルガリア人が損をして自分たちが得するようにした。ブルガリアのシメオン1世はこれに抗議したが、皇帝レオーン6世は宦官と結託していた側近に妨害されて、この抗議を黙殺した。これに起こったシメオン1世は東ローマ帝国に侵攻した。ちなみにこの戦いは、中世で初めて交易問題が原因で起こった戦いでもある。

## 戦い
ブルガリア軍の侵入を聞いたレオーン6世は、すぐに首都から軍を送りだした。両軍はマケドニアで激突し、ブルガリア軍が勝利した。東ローマ軍にいたハザール人捕虜は、鼻を削がれてコンスタンティノープルに送還された。

## 戦後
この敗戦に激怒したレオーン6世は、ブルガリアの後方のマジャール人族長アールパードと同盟を結び、ブルガリアを挟撃しようとした。ブルガリア軍は東ローマとも対峙していたため、マジャール方面に十分な兵力を送ることができず、侵入してきたマジャール人との数回の戦いで敗北した。これに対抗するため、シメオン1世は東ローマと和平交渉を開始するそぶりを見せて、東ローマ軍と一時後退させた。しかし、シメオンは東ローマから送られた使者を投獄し、北方のマジャール人に全軍を率いて戦いを挑んで勝利した（この戦いで敗北したマジャール人は、パンノニア平原に進出することになる）。北方の脅威を取り除いたシメオン1世は、東ローマとの戦いに集中できるようになった。